# Turka (gmina Ostrów Mazowiecka)
Turka – wieś w Polsce położona w województwie mazowieckim, w powiecie ostrowskim, w gminie Ostrów Mazowiecka. Samodzielną wsią miejscowość została 1 stycznia 2013. Wcześniej stanowiła część wsi Nagoszewo.
W latach 1975–1998 miejscowość administracyjnie należała do województwa ostrołęckiego.
Wierni kościoła rzymskokatolickiego należą do parafii św. Andrzeja Apostoła w Broku.